# Martin-Rinckart-Gymnasium
Das Martin-Rinckart-Gymnasium Eilenburg (MRGE) ist ein Gymnasium in der Stadt Eilenburg. Es befindet sich in Trägerschaft des Landkreises Nordsachsen. Das MRGE war eine von 57 Pilotschulen und ist aktuell eine von über 200 Schulen in Deutschland und dem deutschsprachigen Teil Belgiens, die das europäische Zertifikat CertiLingua verleihen. Das Einzugsgebiet der Schule erstreckt sich auf den weiteren Raum Eilenburg und reicht bis Mockrehna im Osten, Thallwitz im Süden, Jesewitz und Krostitz im Westen und Bad Schmiedeberg im Norden.

## Pädagogische Arbeit und Angebote
Sprachen und Bilinguale Ausbildung
Am MRGE werden die Sprachen Deutsch, Englisch, Französisch, Russisch und Latein unterrichtet. In den neuen Sprachen ist der Erwerb internationaler Sprachdiplome, in Latein der Erwerb des Latinums möglich. Seit dem Schuljahr 2006/2007 bietet die Schule ab Klassenstufe 7 die Möglichkeit einer bilingualen Ausbildung an. So werden Teile des Fachunterrichts der Gesellschafts- und Naturwissenschaften in englischer Sprache durchgeführt. Dafür kooperiert die Schule mit der Abteilung Fachdidaktik des Instituts für Anglistik der Philologischen Fakultät der Universität Leipzig. So leiten Dozenten der Universität Leipzig etwa Seminare und Workshops, gleichzeitig hospitieren Lehramtsstudenten philologischer und gesellschaftswissenschaftlicher Fachrichtung und werden in die Unterrichtsgestaltung einbezogen.
CertiLingua
Weiterhin wurde das Martin-Rinckart-Gymnasium 2008 vom sächsischen Kultusministerium als eine von 57 Pilotschulen in Deutschland akkreditiert, an einem europaweiten Projekt namens CertiLingua teilzunehmen. Dieses ist ein „Exzellenzlabel für mehrsprachige, europäische und internationale Kompetenzen“. Damit bietet die Schule sprachlich interessierten und begabten Schülern die Möglichkeit, ihre Anstrengungen zu intensivieren, u. a. mit Auslandsaufenthalten, um neben der allgemeinen Hochschulreife ein Zertifikat zu erhalten, dass den jeweiligen Schülern besondere Fremdsprachenkenntnisse und interkulturelle Kompetenzen auf einem europaweit festgelegten Niveau bescheinigt und ihnen den Zugang zu internationalen Hochschulen erleichtern soll.
Schulprofile
Außerdem ist den Schülern ab Klassenstufe 8 eine Profilierung möglich. Es wird ein künstlerisches Profil angeboten, das mit den Fächern Darstellendes Spiel, Musik und Kunst u. a. die Inhalte Architektur, Tanz, Musiktheater, Computer, Fotografie und Bildbearbeitung bearbeitet. Mit dem im Raum Leipzig einmaligen sportlichen Profil, soll eine Verknüpfung von Sportpraxis mit theoretischen Inhalten stattfinden; so werden u. a. Fitness und Gesundheit, Ernährung, Bewegungsmechanik, Formen einer neuen Spiel- und Bewegungskultur, sportpraktische Übungen sowie Ski- und Wassersportarten bearbeitet. Das Profil wird mit zwei Wochenstunden unterrichtet.
Arbeitsgemeinschaften
An der Schule bestehen eine Vielzahl außerschulischer Angebote, die von Lehrern und/oder Schülern betreut werden. Neben sportlichen Angeboten wie Volleyball, gibt es technisch-naturwissenschaftliche Arbeitsgemeinschaften wie Chemie, Technik und Computer/Informatik/Internet, musische Aktivitäten wie den Schulchor oder eine Schülerband, sowie Projekte mit gesellschaftlichem Aspekt wie die Schülerzeitung SchülerCocktail, der Schulsanitätsdienst und die AGen Gesunde Ernährung und Schulhofgestaltung.

## Geschichte
| 1865                | 1882             | 1907          | 1935                 | 1937                             | 1946       | 1959                  | 1979                                     | 1990                  | 1992                      |
| Höhere Bürgerschule | Realprogymnasium | Realgymnasium | Reform-realgymnasium | Städtische Oberschule für Jungen | Oberschule | Erweiterte Oberschule | Erweiterte Oberschule „Friedrich Engels“ | Erweiterte Oberschule | Martin-Rinckart-Gymnasium |

### Die Anfänge des Eilenburger Gymnasiums

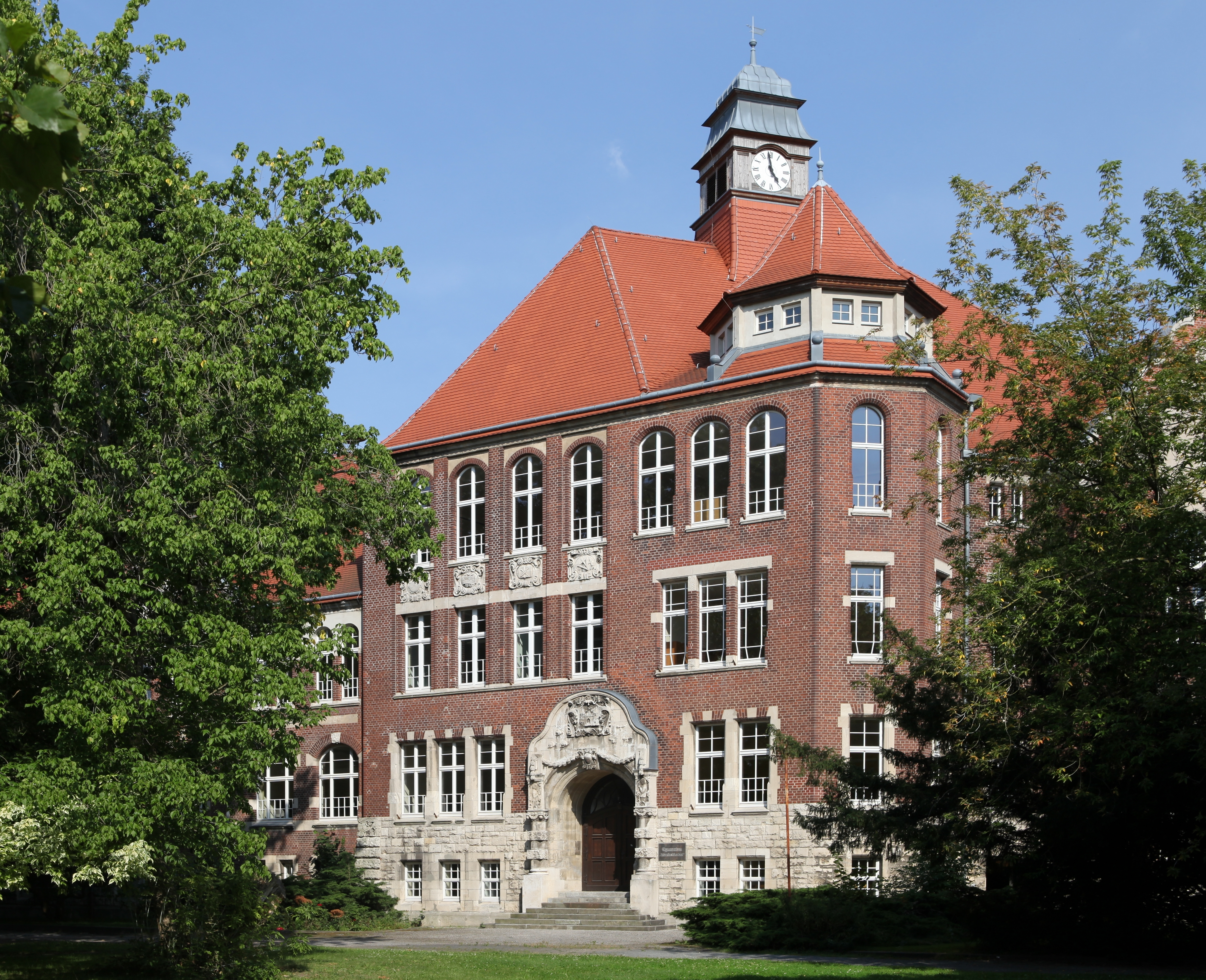
Das 1906 eröffnete Stammhaus am Dr.-Külz-Ring 9 beherbergt heute die Volkshochschule Nordsachsen

1865 fassten die städtischen Behörden den Beschluss, eine Höhere Bürgerschule in Eilenburg zu errichten. Nachdem die Genehmigung seitens der übergeordneten Königlichen Behörden kurz darauf erteilt worden war, konnte die neue Anstalt bereits Ostern 1865 eröffnet werden. Der Unterricht wurde mit 27 Schülern aufgenommen. Mit der Einführung der Obersekunda (Klassenstufe 11) im Jahr 1882 wurde die Schule zum Realprogymnasium weiterentwickelt, wobei die OII im Zuge einer Schulreform später wieder abgegeben wurde. Dem Wachstum der Stadt entsprechend beschloss die Stadtverordnetenversammlung im Februar 1902, das Realprogymnasium zu einem vollwertigen Realgymnasium mit Oberstufe auszubauen. Nach langwierigen Verhandlungen mit dem preußischen Ministerium der geistlichen, Unterrichts- und Medizinalangelegenheiten, an denen auch bereits der ab 1904 amtierende Bürgermeister Alfred Belian beteiligt gewesen sein soll, wurde diesem Ansinnen am 24. Januar 1904 entsprochen. So folgte die Einführung der Obersekunda Ostern 1904, die der Unterprima 1905 und der Oberprima 1906. Schließlich konnten Ostern 1907 die ersten Reifeprüfungen abgenommen werden, womit die Entwicklung zum vollwertigen Realgymnasium abgeschlossen war.
Die Genehmigung für das neue Realgymnasium wurde an die Bedingung geknüpft, einen Neubau zu errichten. Die ursprünglich geplante Erweiterung des Bestandsgebäudes am Südring 17 (heute Polizeirevier) wurde daraufhin verworfen. Die noch im selben Jahr begonnenen Bauarbeiten wurden 1906 planmäßig abgeschlossen und das neue Schulhaus im April feierlich eingeweiht. Das erste Schuljahr im neuen Gebäude wurde mit 223 Schülern begonnen. 1909 besuchte der Oberpräsident der Provinz Sachsen, Wilhelm von Hegel, die Schule. Bis zum Beginn des Ersten Weltkrieges legten in Eilenburg 106 Schüler das Abitur ab, darunter auch Externe.
Zu Beginn des Ersten Weltkrieges 1914 wurden fünf Lehrer und zwei Kandidaten zum Kriegsdienst eingezogen. Neben den 16 Abiturienten des Jahrgangs 1914/15 meldeten sich 13 Schüler der UI, zehn aus OII sowie acht aus UII freiwillig zum Militärdienst. Die verbliebenen Schüler schlossen sich der Jungwehr an. Im Rahmen von zwei Goldsammelaktionen trugen Schüler und Lehrer insgesamt 31.000 Mark Gold aus Eilenburg und den umliegenden Dörfern zusammen, die an die Reichsbank abgeliefert wurden. Darüber hinaus beteiligten sich die Schüler an der Reichswollwoche und bei Metallsammlungen. Der Unterrichtsbetrieb konnte ohne größere Einschränkungen aufrechterhalten werden.

### Weimarer Zeit und Nationalsozialismus
Entsprechend Artikel 109 der Weimarer Reichsverfassung, nach dem Vorrechte oder Nachteile der Geburt oder des Standes aufzuheben waren,
öffnete sich das Realgymnasium auch für Kinder weniger vermögender Eltern. So erhielten in den 1920er-Jahren rund zehn Prozent der Schülerschaft einen Schulgelderlass; dieser Anteil steigerte sich bis 1929 auf 16 Prozent. Ab 1926 wurden auch Mädchen zur Reifeprüfung zugelassen. Aus diesem Grund mussten die Lehrpläne des Realgymnasiums mit denen des Lyzeums harmonisiert werden. So ersetzte Englisch fortan Latein als 1. Fremdsprache. Die Schule führte daher nun die Zusatzbezeichnung i. U. z. Reformrealgymnasium. Ende der 1920er-Jahre wurde eine so genannte Hilfsbücherei eingerichtet, in der Schüler die geforderten Lehrbücher gegen geringe Gebühr entleihen konnten.
Im Zuge der Machtergreifung der Nationalsozialisten wurde 1933 der bisherige Oberstudiendirektor Schulz auf Grundlage des Gesetzes zur Wiederherstellung des Berufsbeamtentums seines Amtes enthoben. Als kommissarischer und später ordentlicher Nachfolger wurde Studienrat Hans Kirsten bestimmt. 1934 waren bis auf drei Mädchen sämtliche Schüler der Anstalt Mitglied der Hitlerjugend, von den Primanern gehörten zwei der SS und fünf der SA an. Die weltanschauliche Schulung im Sinne des Nationalsozialismus nahm von nun an breiten Raum ein, das Fach Rassenkunde wurde Bestandteil des Stundenplans. Mit dem Ablauf des Schuljahres 1934/35 war die Umwandlung vom Realgymnasium zum Reformrealgymnasium abgeschlossen, mit Reform des Schulsystems 1937 jedoch wieder obsolet. Das Gymnasium führte nun den Namen Städtische Oberschule für Jungen. 1939 wurden die ersten Lehrer und ab Dezember 1942 auch Schüler zum Kriegsdienst eingezogen. Die zunehmend kleiner werdenden Klassen wurden zusammengelegt.

### Nachkriegszeit und DDR
Nach Ende des Zweiten Weltkrieges begann am 1. Oktober 1945 wieder der Schulbetrieb. Die in der sowjetischen Besatzungszone erfolgte Reform des Schulwesens hatte die Beseitigung des bürgerlichen Bildungsprivilegs zum Ziel. Im neuen System ersetzte die Oberschule das Gymnasium. Da das vom Artilleriebeschuss Eilenburgs weitgehend verschont gebliebene Realgymnasium als städtisches Verwaltungsgebäude in Anspruch genommen wurde, zog die Oberschule zunächst kurzzeitig in die Bergschule und danach in das ehemalige Seminargebäude. Nachdem der Wiederaufbau des Eilenburger Rathauses 1949 abgeschlossen war, erfolgte der Umzug zurück in das Stammhaus 1951 nach einer Renovierung. Auch in der neu gegründeten DDR spielte die Einheit von Bildung und weltanschaulicher Erziehung eine große Rolle. Schulbücher und Lehrpläne im Sinne des Marxismus bestimmten den Unterricht. 1949 waren rund 50 Prozent der Schülerschaft Mitglied der FDJ. Die Kinder der werktätigen Schichten profitierten von Schulgelderlass, Unterhaltsbeihilfen und kostenloser Schulbuchversorgung. 1953 erhielten dreiviertel der Eilenburger Oberschüler derartige Beihilfen. 1953 wurde ein Schulgarten eingerichtet. Es bildeten sich Arbeitsgemeinschaften wie eine Laienspiel- und eine Volkstanzgruppe sowie ein Foto- und ein Schachzirkel. Im sportlichen Bereich gab es eine Zusammenarbeit mit der örtlichen Gesellschaft für Sport und Technik. Vergleichswettkämpfe mit Schulen der Umgebung und Schülerfestivals waren Ausdruck der hohen Bedeutung, die dem Sport in der DDR beigemessen wurde. 1959 erhielt die Oberschule die Bezeichnung Erweiterte Oberschule, die 1979 um den Namen Friedrich Engels erweitert wurde. Im Sinne der polytechnischen Ausbildung gab es ab 1970 das Fach Wissenschaftlich-praktische Arbeit, 1978 folgte die Einführung des Wehrunterrichts. Mit dem Auslaufen der Klassen 9 und 10 als Vorbereitungsklassen gab es ab dem Schuljahr 1982/83 nur noch die Klassenstufen 11 und 12 an der EOS. 1989 erhielt die Eilenburger EOS das erste Computerkabinett im Bezirk Leipzig.

### Seit 1990
Im Oktober 1990 wurde der Beiname Friedrich Engels abgelegt. In diesem Jahr erfuhr die Schule einen großen Zulauf, da nun auch zuvor abgelehnte Bewerber einen erneuten Antrag stellen konnten. 1991 wurde die Klassenstufe 7 in die EOS aufgenommen, was zusätzliche Räumlichkeiten im ehemaligen Seminargebäude notwendig machte. Die neue Oberstufenverordnung des Jahres 1992 hatte die Einführung des Kurs- und Punktesystems zur Folge. Im Dezember 1992 wurde der Name Martin-Rinckart-Gymnasium angenommen. Aufgrund sinkender Schülerzahlen setzte Anfang der 2000er ein Fusionsprozess ein, in dessen Folge die kurzlebigen Gymnasien in Bad Düben und Eilenburg-Ost ihre Eigenständigkeit verloren. 2002 erfolgte zunächst die Fusion mit dem Albert-Schweitzer-Gymnasium (Bad Düben), ehe 2005 das Karl-August-Möbius-Gymnasium (Eilenburg-Ost) folgte. Das noch als Außenstelle betriebene Haus in Bad Düben schloss 2008. Nach dem Umzug der letzten Klassen vom Stammhaus in das Haus Möbius im Jahr 2013 ist das Martin-Rinckart-Gymnasium seither an einem Standort vereint.
|  |  |

In diesem Gebäude am Dr.-Külz-Ring 9 befinden sich (Stand: 2023): (vorübergehend) eine Grundschule mit Förderklassen, die Volkshochschule Nordsachsen sowie eine Außenstelle des Medienpädagogischen Zentrums Nordsachsen.

## Gebäude

### Geschichte

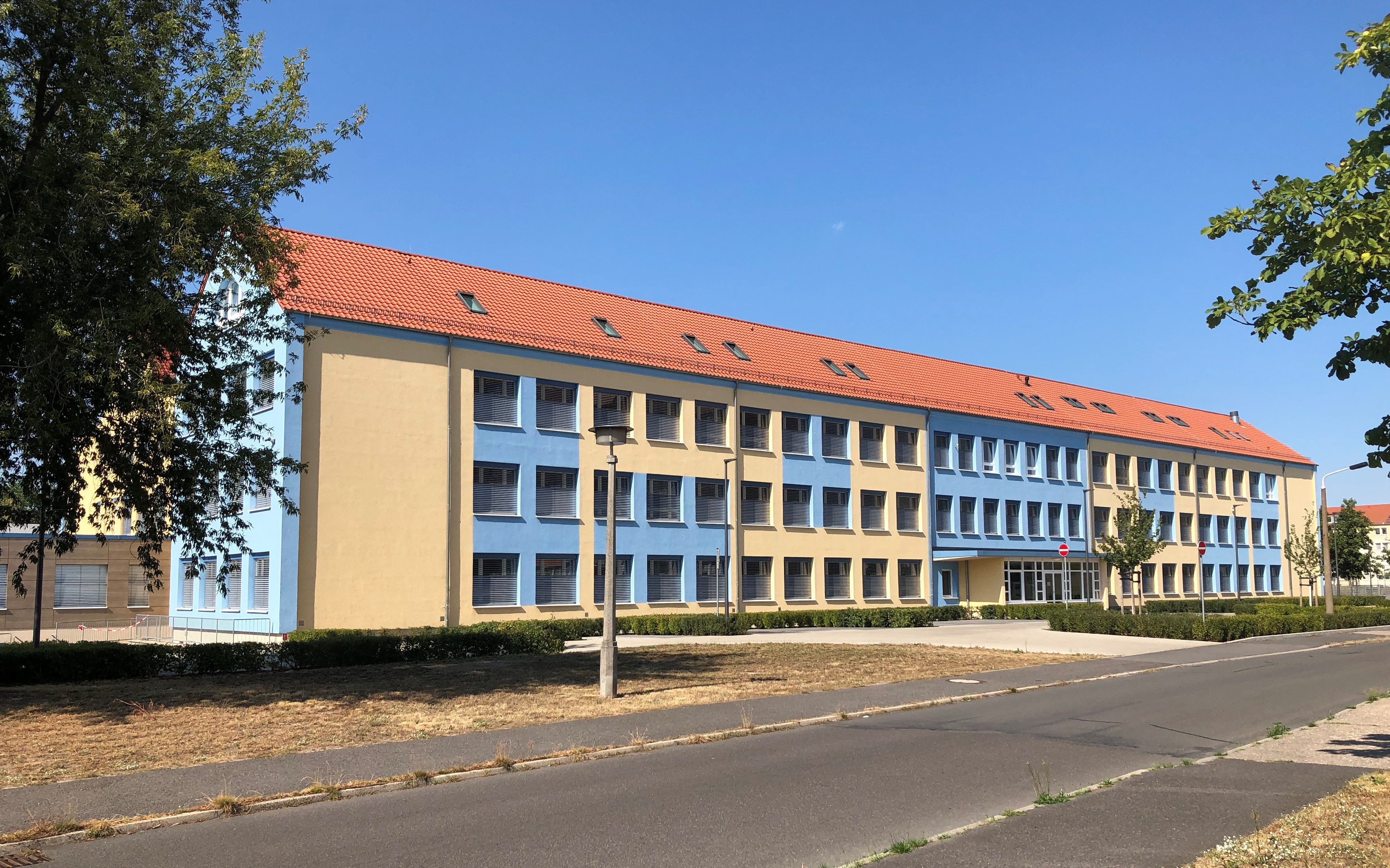
Das modernisierte Hauptgebäude des MRGE von 1963 an der Hochhausstraße (Aufnahme 2020)

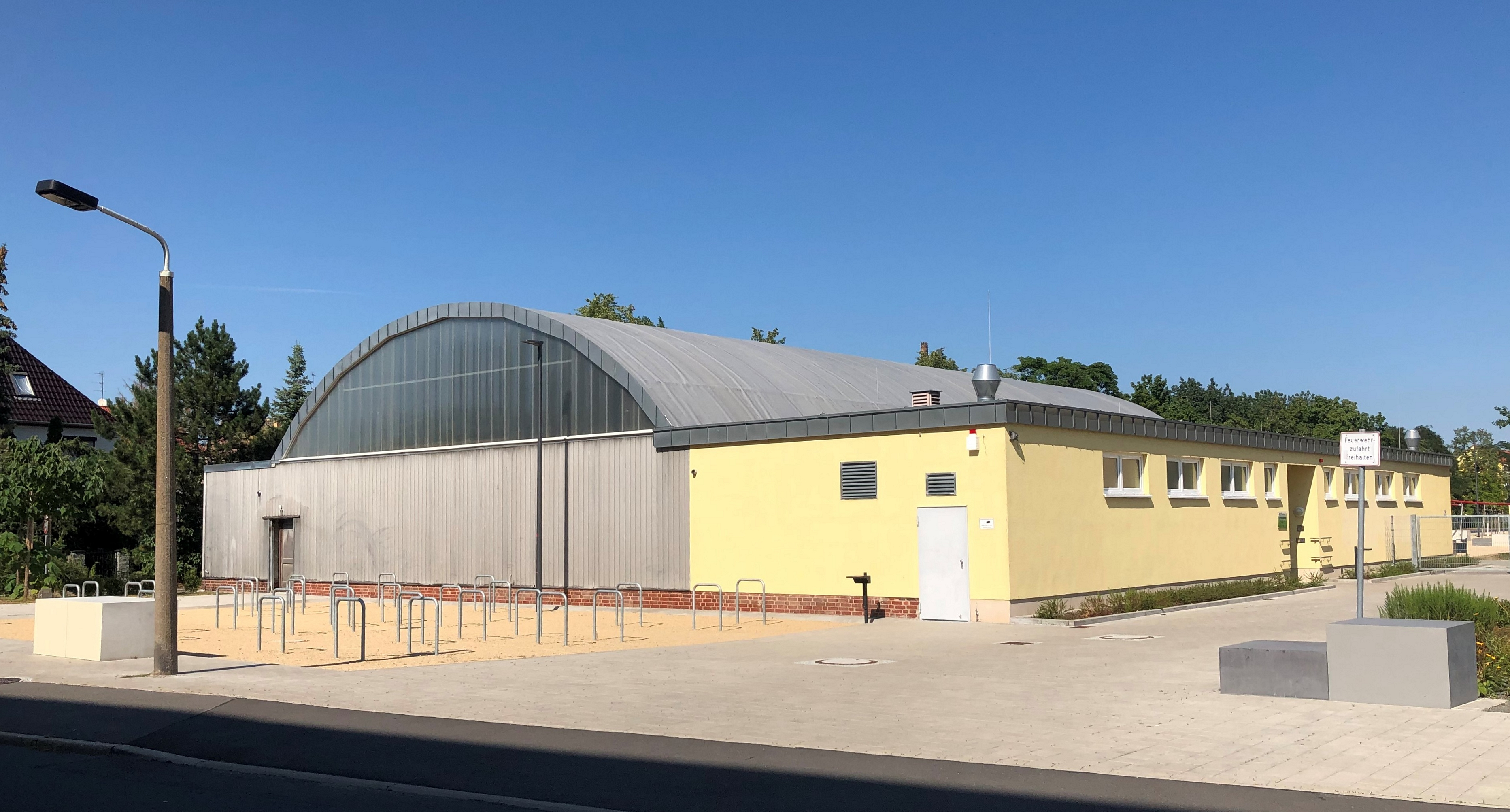
Die Turnhalle des MRGE als DDR-Typenbau am Gabelweg (Aufnahme 2020)

Das dreigeschossige Gebäude des Gymnasiums an der Hochhausstraße wurde im Zuge der Entstehung eines neuen Wohngebietes im Bereich Torgauer Land-, Rosa-Luxemburg-, Puschkinstraße und Gabelweg 1963 als Typenbau der Schulbaureihe SVB errichtet. Es handelt sich damit um einen späten Vertreter der ersten Schulbaureihe der DDR, welche von 1953 bis 1963 gebaut wurde. Anders als alle späteren Typenschulbauten der DDR ist der Typ SVB als Mauerwerksbau ausgeführt. Die Erschließung erfolgt einhüftig, d. h. alle Klassenräume liegen auf nur einer Seite des Schulflures. Die oberen Stockwerke sind über eine großzügige Treppenhalle zu erreichen. Bei der ursprünglichen Raumaufteilung verfügten die 20 Klassenräume über eine Größe von 48 Quadratmetern (8 mal 6 Meter), die 6 Fachunterrichtsräume maßen 56 oder 66 Quadratmeter (12 mal 4,7 bzw. 11 mal 6 Meter). Die Räume fielen damit im Vergleich sowohl mit Altbauschulen, als auch mit den nachfolgenden DDR-Typenschulbauten, klein aus. Etwa in den 1990er Jahren erfolgte ein dreigeschossiger Anbau auf der Ostseite. Bis zum Jahr 2012 erfolgte der Abriss des eingeschossigen Westflügels aus der Entstehungszeit des Gebäudes und die Errichtung eines dreigeschossigen Anbaus. Damit verfügt die Schule heute über ein durchgehend dreigeschossiges Gebäude auf einem weitgehend symmetrischen u-förmigen Grundriss. Der Haupteingang erfolgt seit 2012 nicht mehr über das zentrale Atrium des Ursprungsgebäudes, sondern über ein neugeschaffenes Entrée vom Gabelweg aus. Es besteht Barrierefreiheit für mobilitätseingeschränkte Personen.
Zunächst befand sich in dem Schulgebäude Hochhausstraße die Hans-Beimler-Oberschule als POS. Nach der Wende wurde die Schule als Gymnasialstandort bestimmt und beherbergte das Karl-August-Möbius-Gymnasium. Nach der Fusion mit dem MRGE und der Schließung des Stammhauses im Stadtzentrum wurde das Haus der einzige Eilenburger Gymnasialstandort.
Bei der Turnhalle handelt es sich um einen Vertreter der Typenbaureihe KT 60 L (sog. Tonnenhalle). Dieser Typ ist charakterisiert durch seine Metallleichtbauweise und das markante tonnenförmige Dach aus Stabnetzwerk vom Typ Ruhland. Sie verfügt über eine Sportfläche von 562 Quadratmetern sowie Umkleide- und Sanitärräume auf der Südseite; Technik- und Geräteräume befinden sich auf der Nordseite. Der Bau stammt wahrscheinlich aus den 1970er Jahren und wurde inzwischen umfassend saniert.

### Ausstattung
Im Haus stehen insgesamt 26 Fachunterrichtsräume zur Verfügung, davon zwölf für den sprachlich-literarisch-künstlerischen Bereich, zehn für den mathematisch-naturwissenschtlich-technischen Bereich und vier für den gesellschaftswissenschaftlichen Bereich. Darüber hinaus gibt es im Haus 13 weitere Klassenräume, zwei Kabinette für den Informatikunterricht, eine Mensa, zwei Konferenzräume, ein Lehrerzimmer, ein Arztzimmer und Verwaltungsräume zur Verfügung. Alle Räume im Gebäude sind mit einem Internetanschluss ausgestattet.
Für den Sportunterricht gibt es am Standort eine Einfeldsporthalle sowie verschiedene Außenanlagen. Eine neue Zweifeldturnhalle wurde vor Kurzem (2022) fertiggestellt und ergänzt die bestehende Turnhalle.

## Statistik
Im Jahr 2012 bestanden einhundert Prozent der Abschlussklasse das Abitur. Dieses Ergebnis liegt sowohl über dem Schnitt innerhalb der Regionalstelle Leipzig der Sächsischen Bildungsagentur (97,9 Prozent), als auch über dem landesweiten Schnitt (98,3 Prozent). Der Mittelwert der Abiturprüfungsnoten und der Abiturzeugnisnoten am MRGE lagen mit 2,3 bzw. 2,2 ebenfalls über dem Durchschnitt. Im Jahr zuvor waren die Prüfungsergebnisse eher unterdurchschnittlich. Ebenfalls 2012 gab es 13 Schüler (1,8 Prozent der Gesamtschülerzahl), die eine Klassenstufe wiederholten sowie 15 Schüler (2,6 Prozent), die an die Mittelschule wechselten. Einen Wechsel an das Sächsische Landesgymnasium Sankt Afra zur Hoch- und Mehrfachbegabtenförderung gab es im besagten Schuljahr nicht.
Über die pädagogische Qualität sind alle Werte nur bedingt aussagekräftig.

## Entwicklung der Schülerzahlen
| Jahr | Schüler |
| ---- | ------- |
| 1909 | 262     |
| 1926 | 199     |
| 1932 | 240     |
| 1943 | 244     |
| 1953 | 282     |
| 2006 | 990     |
| 2009 | 706     |

Die Schülerzahlen des Stammhauses des heutigen MRGE lagen meist zwischen 200 und 300 Schülern. Aus der Zeit von 1984 bis 1989, als die Schule eine Erweiterte Oberschule war, lag die Schülerzahl unter 100, da in jenen Jahren – gemäß dem Bildungssystem in der DDR – nur die elften und zwölften Klassen hier unterrichtet wurden. 2006 lagen die Schülerzahlen aufgrund der Fusionen knapp unter 1.000. Mit Schließung der Außenstelle Bad Düben und vor dem Hintergrund der demografischen Entwicklung und damit sinkenden Schülerzahlen umfasste die Schülerschaft des MRGE im Schuljahr 2009/2010 noch 706 Gymnasiasten.